# Powers (serie de televisión)
Powers es una serie estadounidense de la cadena FX, estrenada el 10 de marzo de 2015, adaptación del cómic que lleva el mismo nombre y que debutó en el año 2000.
 Michael Dinner dirige la serie y cuenta con las actuaciones de Bailee Madison, Sharlto Copley, Charles S. Dutton, Alona Tal y Titus Welliver en los papeles principales.

## Sinopsis
La historia transcurre en un universo paralelo, en la gran ciudad donde se ambienta Powers habitan todo tipo de superhéroes y supervillanos, y sus peleas son una parte más del ajetreado ritmo diario de la ciudad. El veterano detective de homicidios Christian Walker es el encargado de ocuparse de los casos que están relacionados con poderes, con la ayuda de su novata y joven compañera recién asignada, Deena Pilgrim. Pero el trabajo de un policía en un mundo habitado por seres con poderes es distinto, diferentes armas y sobre todo diferente manera de pensar, ellos necesitan un tipo especial de policía para poder encargarse de ese trabajo.

## Reparto
| actor/actriz             | personaje        |
| ------------------------ | ---------------- |
| Sharlto Copley (1973-)   | Christian Walker |
| Susan Heyward (1982-)    | Deena Pilgrim    |
| Adam Godley (1964-)      | Capitán Cross    |
| Michelle Forbes (1965-)  | Retro Girl       |
| Olesya Rulin (1986-)     | Calista          |
| Logan Browning (1988-)   | Zora             |
| Andrew Sensenig (1960-)  | Triphammer       |
| Noah Taylor (1969-)      | Johnny Royale    |
| Max Fowler               | Krispin Stockley |
| Eddie Izzard (1962-)     | 'Big Bad' Wolfe  |
| David Ury (1973-)        | Dr. Muerte       |
| Jeryl Prescott (1964-)   | Golden           |
| Michael Beasley (1989-)  | Chaykin          |
| Sterling Beaumon (1995-) | Young Walker     |
| Mario López (1973-)      | Mario López      |

## Producción
En el año 2001, Sony Pictures adquirió los derechos para la producción de una película, aunque esta quedó congelada por un tiempo. En 2009, Brian Michael Bendis, el creador del cómic, confirmó los planes que tenían para desarrollar una serie de televisión sobre Powers para la cadena FX, así como su participación como el autor del piloto de la serie. En febrero de 2011 se dio luz verde a un piloto de la serie escrita por Charles H. Eglee, esto fue anunciado como una coproducción entre Sony Pictures Televisión y FX Network.

En mayo de 2011, Adam Godley firmó un contrato para hacer el papel del capitán Cross, así este se convirtió en la primera adquisición actoral para la serie. La semana siguiente, Susan Heyward fue seleccionada como Deena Pilgrim. A pesar de que se rumoreaba que querían cortejar a Kyle Chandler para Walker, al día siguiente, Sharlto Copley fue elegido para ese papel. En junio del mismo año, Michelle Forbes fue elegida como Retro Girl y Oleysa Rulin fue elegida como Calista.
La filmación de capítulo piloto comenzó en Chicago a principios de julio de 2011 y terminó a principios de agosto. En noviembre, FX anunció que iba a reorganizar y volver a grabar el episodio piloto de Powers. y que la regrabación estaría programada para enero de 2012.